# Een reis ondergronds
Een reis ondergronds is een Nederlandse documentaire uit 2005 onder regie van Najih el Morabit. De filmmaker volgde de rapformatie TuigCommissie vlak voor het sterven van een bandlid. De documentaire laat zien hoe deze vriendengroep zich beweegt in de ondergrondse rapcircuit in een periode van een jaar.

## Verhaal
TuigCommissie is een rapformatie die de kunst van pure hiphop weer in de Nederlandse scene wil brengen. Najih el Morabit maakt een portret van deze groep bestaande uit rappers Cryptisch, Moorder-E en Helderheid. De strijd die TuigCommissie levert om met hun eigen muziek door te breken naar het groot publiek, wordt vastgelegd voor een periode van een jaar, zomer 2003 tot aan zomer 2004. El Morabit was met de camera aanwezig om te registreren hoe deze vriendengroep zich beweegt in de ondergrondse rapcircuit.